# Maria Bauerowa
Maria Bauerowa, pseud. „Renata”, „Mama” (ur. 26 listopada?/9 grudnia 1902 w Brasławiu, zm. 5 stycznia 1988) – polska działaczka konspiracyjna, porucznik Armii Krajowej, powstaniec warszawski.

## Życiorys
Jej dziadek Teodor Ostyk-Narbutt był historykiem, autorem m.in. Dziejów narodu litewskiego w krótkości zebranych…, natomiast stryj Ludwik – uczestnikiem powstania styczniowego. Była córką Stanisława Ostyk-Narbutta i Ludwiki z domu Rudnickiej. 
Wyszła za Jana Aleksandra Bauera. Został on powołany 16 sierpnia 1939 do wojska jako lekarz, w randze majora, na stanowisko szefa szpitala wojskowego w Chełmie. Ewakuowany wraz ze szpitalem dostał się do niewoli sowieckiej. Internowany w obozie jenieckim w Kozielsku, został zamordowany przez NKWD w Katyniu między 5 a 11 kwietnia 1940.
W jej mieszkaniu przy ul. Marszałkowskiej 4 m. 2 odbywały się pierwsze spotkania organizacyjne Komendy Głównej Służby Zwycięstwu Polski, utworzonej przez gen. Michała Tokarzewskiego-Karaszewicza. Mieszkanie to było również lokalem „dziennego pobytu” gen. Tokarzewskiego i gen. „Grota” Roweckiego, popularnie zwanym „Kawiarenka” lub „Jak u mamy”.
W latach 1939–1944 Bauerowa i jej córka Janina były łączniczkami Komendy Głównej ZWZ, a następnie Komendy Głównej AK. Po aresztowaniu gen. „Grota” Roweckiego w ich mieszkaniu odbywały się odprawy płk. „Nila” (August Emil Fieldorf). 
W powstaniu warszawskim początkowo prowadziła pośredni punkt łączności między KG, a pułkiem „Baszta”, a następnie była łączniczką KG.
Po kapitulacji powstania otrzymały wraz z córką rozkaz wyjścia z ludnością cywilną i stawienia się do dalszej pracy konspiracyjnej w Częstochowie. Ranna i niewidoma po wycofaniu się kanałami z Mokotowa do Śródmieścia z grupą „Waligóry”, trafiła do obozu przejściowego w Pruszkowie. Następnie jako niewidoma trafiła do transportu z córką jako przewodniczką. Niedaleko Kielc zbiegły (Maria została wyniesiona przez córkę na plecach z wagonu), a następnie przedostały się do Kielc. Po miesiącu pobytu u znajomych częściowo odzyskała wzrok i w początkach listopada zameldowały się do dalszej służby w Komendzie Głównej u gen. „Niedźwiadka” Leopolda Okulickiego w Częstochowie, gdzie Maria do stycznia 1945 pełniła funkcję łączniczki „Niedźwiadka”. Po zajęciu Częstochowy przez Armię Czerwoną powróciła z córką do Warszawy.
Po wojnie wykonywała różne zawody. Była kosmetyczką-masażystką, pielęgniarką oraz szwaczką.
We wrześniu 1951 została aresztowana, a w marcu 1952 skazana przez sąd wojskowy na 15 lat więzienia za kontakty z emisariuszami Sztabu Naczelnego Wodza na Uchodźstwie. Zwolniono ją w wyniku amnestii w 1956, a w 1957 uzyskała wyrokiem sądu całkowitą rehabilitację. Zmarła 5 stycznia 1988 po długiej i ciężkiej chorobie. Została pochowana w grobie rodzinnym w Otwocku.

## Odznaczenia
Awansowana do stopnia porucznika (rozkaz KG AK z 23 marca 1944), wyróżniona odznaczeniami bojowymi: Złotym Krzyżem Zasługi z Mieczami (rozkaz KG AK z 3 maja 1944) oraz Krzyżem Walecznych.